# Patipat Kamsat
Patipat Kamsat (thailändisch ปฏิพัทธ์ คำสัตย์, * 5. Januar 1996 in Surin), auch als Buay bekannt, ist ein thailändischer Fußballspieler.

## Karriere
Patipat Kamsat stand bis Ende 2018 beim Chainat Hornbill FC unter Vertrag. Der Verein aus Chainat spielte in der ersten Liga, der Thai League. Die Saison 2018 wurde er an den Uttaradit FC ausgeliehen. Mit dem Verein aus Uttaradit spielte er in der vierten Liga. Am Ende der Saison feierte er mit dem Verein die Meisterschaft der Northern Region. Nach der Ausleihe kehrte er nach Chainat zurück. Ende Dezember 2018 unterschrieb er einen Vertrag beim Khon Kaen United FC. Der Verein aus Khon Kaen spielte in der Upper Region der dritten Liga. Mitte 2019 wechselte er zum Viertligisten Muang Loei United FC. Am Ende der Saison feierte er mit dem Verein aus Loei die Meisterschaft der North/Eastern Region. Im Januar 2020 kehrte er zu seinem ehemaligen Verein Uttaradit zurück. Wegen der COVID-19-Pandemie wurde während einer Unterbrechung der Liga die vierte Liga und die dritte Liga zusammengelegt. Uttaradit startete fortan in der dritten Liga, wo man in der ebenfalls in der Northern Region antrat. Bei Uttaradit stand er bis Ende August 2022 unter Vertrag. Die Saison 2022/23 spielte er in der Eastern Region beim Koh Kwang FC in Chanthaburi. Zu Beginn der Saison 2023/24 unterschrieb er im August 2023 einen Vertrag beim Zweitligaaufsteiger Chanthaburi FC. Sein Zweitligadebüt gab Kamsat am 12. August 2023 (1. Spieltag) im 
Auswärtsspiel gegen den Erstligaabsteiger Nakhon Ratchasima FC. Bei der 2:0-Niederlage stand er in der Startelf und wurde in der 63. Minute gegen Nattawut Dantrawen ausgewechselt. Nach einer Spielzeit, in der er 31 Ligaspiele bestritt, wechselte er im Juni 2024 zum Erstligaabsteiger Chonburi FC. Am Ende der Saison 2024/25 feierte er mit Chonburi die Zweitligameisterschaft sowie den Aufstieg in die erste Liga. Nach einer Spielzeit, in der er sieben Ligaspiele bestritt, wurde sein Vertrag im Sommer 2025 nicht verlängert.

## Erfolge
Uttaradit FC
- Thai League 4 – North: 2018

Muang Loei United FC
- Thai League 4 – North/East: 2019

Chonburi FC
- Thailändischer Zweitligameister: 2024/25  ▲